# Unterendingen
Unterendingen (schweizerdeutsch: ˈnɪdərˌændigə) ist ein Dorf im Schweizer Kanton Aargau. Es ist Teil der Gemeinde Endingen und liegt im Surbtal, rund vier Kilometer von der Grenze zu Deutschland entfernt. Bis Ende 2013 war Unterendingen eine eigenständige Einwohnergemeinde im Bezirk Zurzach.

## Geographie

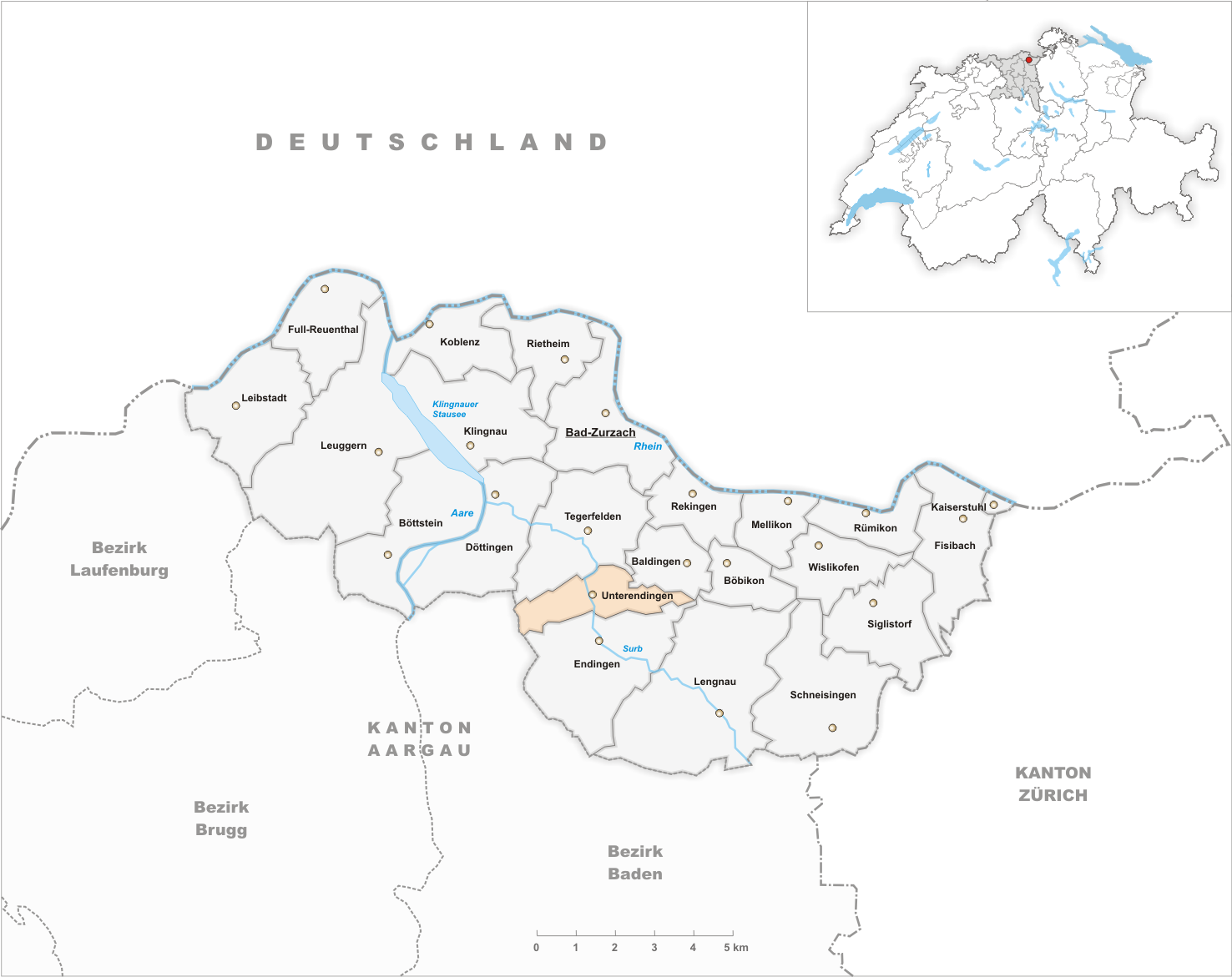
Gemeindestand vor der Fusion am 1. Januar 2014

Das Dorf liegt im engen Tal der Surb an der Mündung des Schlierenbachs. Dieser fliesst östlich des Dorfes durch ein tief eingeschnittenes Tobel, das die Hügel Buhalden und Teufelskanzel voneinander trennt. Beide Hügel gehören zum Tafeljura; der untere, äusserst steile Bereich weist jeweils einen Höhenunterschied von rund 150 Metern auf und geht dann in eine kleine Hochebene über. Im Westen liegt das Ruckfeld, eine ausgedehnte Hochebene, die an ihren Rändern durch sehr steile, bis zu 40 Meter hohe Hänge begrenzt ist. Die Fläche des früheren Gemeindegebiets betrug 345 Hektaren. Der höchste Punkt lag auf 544 Metern auf der Teufelskanzel, der tiefste auf 375 Metern an der Surb. Nachbargemeinden waren Tegerfelden im Norden, Baldingen im Nordosten, Lengnau im Osten, Endingen im Süden und Würenlingen im Westen.

## Geschichte
Im Hochmittelalter gehörte das Dorf zum Herrschaftsbereich der Freiherren von Tegerfelden. Ihnen unterstellt waren die 1239 erstmals erwähnten Ritter von Endingen, die südlich von Unterendingen eine kleine Burg besassen. Die Sippe war nach dem Aussterben der Tegerfelder im Jahr 1254 zuerst mit den Freiherren von Regensberg verbunden, später mit dem Bistum Konstanz. Die erste urkundliche Erwähnung von Nider-Endingen, also explizit mit Zusatz zur Unterscheidung vom benachbarten Endingen, erfolgte 1298. Der Ortsname stammt vom althochdeutschen Antingun und bedeutet «bei den Leuten des Anto». Um 1305 erwarben die Habsburger die Blutgerichtsbarkeit. Bedeutende Grundbesitzer waren das Kloster St. Blasien und die Johanniterkommende Leuggern.
Die Eidgenossen eroberten 1415 den Aargau. Unterendingen gehörte nun zum Siggenamt der Grafschaft Baden, einer Gemeinen Herrschaft. 1529 trat ein grosser Teil der Bevölkerung zur Reformation über, musste jedoch nach dem Zweiten Kappelerkrieg von 1531 wieder die katholische Konfession annehmen. 1661 bauten die Katholiken aus dem konfessionell gemischten Nachbardorf Tegerfelden eine eigene Kirche in Unterendingen, die auch von den Bewohnern Endingens genutzt wurde. 1798 nahmen die Franzosen die Schweiz ein und riefen die Helvetische Republik aus. Unterendingen war zunächst eine Gemeinde im kurzlebigen Kanton Baden, seit 1803 gehört sie zum Kanton Aargau.
Nach der Eröffnung der Bahnstrecke Turgi–Koblenz–Waldshut im Jahr 1859 und der Bahnstrecke Dielsdorf–Niederweningen im Jahr 1891 reichten die Gemeinden des Surbtals eine Konzession für den Bau einer Verbindungsstrecke zwischen Niederweningen und Döttingen ein. Doch der Erste Weltkrieg verhinderte den Bau der Surbtalbahn, und das Projekt wurde 1937 endgültig abgeschrieben. Viele Jahrzehnte lang stagnierte die Bevölkerungszahl. Zu Beginn der 1980er Jahre wurde dann eine grössere Bauzone erschlossen, und das Dorf wuchs innerhalb von zehn Jahren um 80 Prozent. Am 15. Juni 2012 genehmigten die Gemeindeversammlungen von Endingen und Unterendingen die Fusion beider Gemeinden. In der Volksabstimmung vom 23. September 2012 wurde der Beschluss in Unterendingen mit 118 zu 35 Stimmen bestätigt, woraufhin der Zusammenschluss am 1. Januar 2014 erfolgte.

## Wappen
Die Blasonierung des ehemaligen Gemeindewappens lautet: «Gespalten von Blau mit halber weisser Lilie und von Rot.» Die Gemeinde Endingen hatte 1926 beschlossen, das Wappen der Herren von Endingen zu übernehmen. Nachdem aber 1934 die Überreste ihrer Burg auf dem Gebiet von Unterendingen entdeckt worden waren, erhob auch diese Gemeinde Anspruch auf das Wappen. Nach einer Beschwerde an den Regierungsrat im Jahr 1953 einigten sich beide Gemeinden: In der Zwischenzeit war herausgefunden worden, dass bereits auf der Karte des Kantons Zürich von 1667 ein Wappen für Unterendingen existierte, das sich nur in den Farben unterschied und schliesslich auch übernommen wurde.

## Bevölkerung
Die Einwohnerzahlen entwickelten sich wie folgt:
| Jahr      | 1799 | 1850 | 1900 | 1930 | 1950 | 1960 | 1970 | 1980 | 1990 | 2000 | 2010 |
| Einwohner | 201  | 254  | 154  | 152  | 159  | 149  | 150  | 189  | 333  | 371  | 371  |

Am 31. Dezember 2013 lebten 362 Menschen in Unterendingen. Bei der Volkszählung 2000 bezeichneten sich 50,1 % als römisch-katholisch und 34,5 % als reformiert; 15,4 % waren konfessionslos oder gehörten anderen Glaubensrichtungen an. 94,9 % gaben Deutsch als ihre Hauptsprache an, 1,9 % Serbokroatisch.

## Verkehr

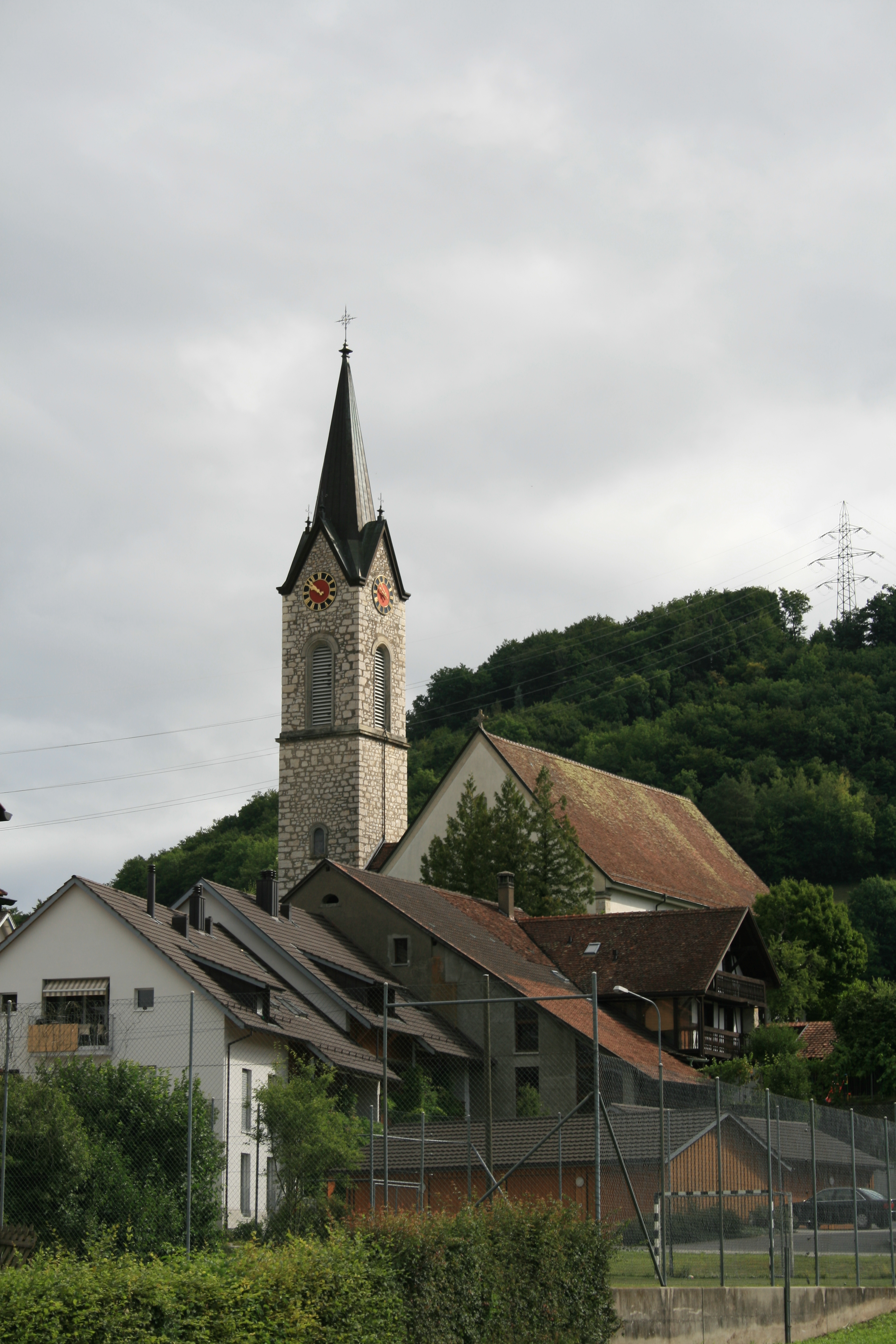
Kirche Unterendingen

Unterendingen liegt an der Hauptstrasse 17, die von Döttingen durch das Surbtal und das Wehntal nach Zürich führt. Drei Postautolinien erschliessen das Dorf: Von Tegerfelden zum Bahnhof Baden, von Döttingen nach Niederweningen und vom Bahnhof Bad Zurzach zum Bahnhof Brugg. An Wochenenden verkehrt ein Nachtbus von Baden über das Surbtal und Klingnau nach Bad Zurzach.